# لی‌لی آلدرین
لی‌لی آلدرین یکی از شخصیت‌های اصلی سریال آشنایی با مادر است که خالق آن کارتر بیز و کریگ توماس هستند. این سریال در شبکه CBS نمایش داه می‌شود و نقش لی‌لی را آلیسون هانیگان اجرا می‌کند.

## شخصیت
لی‌لی متولد ۱۹۷۸ متولد نیویورک و معلم مهدکودک است. او از بچگی دوست داشته که نقاش شود اما در سفرش به سن فرانسیسکو می‌فهمد که هیچ استعدادی در نقاشی ندارد. او به خرید کردن معتاد است و بدهی بالایی در کارت اعتباری خود دارد. او در دانشگاه با تد و مارشال آشنا شده و بعدها با مارشال ازدواج می‌کند. لی‌لی رابطه خوبی با همه اعضای گروه دارد و تنها کسی است که همه مسایل شخصی خود را به او می‌گویند اما با این حال او رازدار خوبی نیست و در موقعیت‌های مختلف رازهای زیادی را برملا می‌کند ولی بسیار مهربان است.